# Hymn Barbadosu
In Plenty and In Time of Need („W obfitości i potrzebie”) – hymn państwowy Barbadosu. Słowa napisał Irving Burgie, a muzykę skomponował C. Van Roland Edwards. Pieśń została przyjęta jako hymn w 1966 roku.
| In Plenty and In Time of Need In plenty and in time of need When this fair land was young Our brave forefathers sowed the seed From which our pride is sprung, A pride that makes no wanton boast Of what it has withstood That binds our hearts from coast to coast - The pride of nationhood Chorus: We loyal sons and daughters all Do hereby make it known These fields and hills beyond recall Are now our very own. We write our names on history's page With expectations great, Strict guardians of our heritage, Firm craftsmen of our fate The Lord has been the people's guide For past three hundred years. With him still on the people's side We have no doubts or fears. Upward and onward we shall go, Inspired, exulting, free, And greater will our nation grow In strength and unity. | W obfitości i potrzebie Gdy ta piękna ziemia była młoda Nasi dzielni przodkowie zasiali ziarno któremu zawdzięczamy naszą dumę, Duma która nie jest żadną rozwiązłą przechwałką Jest wieczna Od wybrzeża do wybrzeża łączy nasze serca - Duma narodu Refren: My lojalni synowie i córki Co umiemy niniejszym wykonujemy Te pola i pagórki dawniej zabrane Są teraz naszą ziemią. Zapisaliśmy się na kartach historii Z wielką nadzieją, Bezwzględnie chroniąc naszego dziedzictwa, Silni kowale własnego losu Pan przewodził ludowi Przez trzy stulecia Z nim po naszej stronie Obca nam była niepewność i strach. Wciąż kroczymy naprzód, Natchnieni, triumfujący, wolni, I wciąż nasz naród będzie rósł W siłę i jedność |